# Domingos Rebelo
Domingos Maria Xavier Rebelo (Ponta Delgada, 3 de dezembro de 1891 — Lisboa, 11 de janeiro de 1975), mais conhecido por Domingos Rebelo, foi um professor e pintor açoriano.
Foi autor de algumas das imagens mais emblemáticas da iconografia dos Açores, com destaque para Os Emigrantes, provavelmente a imagem mais reproduzida no arquipélago.

## Biografia
Nasceu em Ponta Delgada a 3 de dezembro de 1891, filho de José Eduardo Rebelo, guarda fiscal, e de Georgina Augusta Pereira Rebelo. De posses modestas e quatro filhos, a família Rebelo atribuía grande importância à vida familiar e à atividade religiosa, aspetos que seriam marcantes tanto na vida como na obra do pintor.
A família Rebelo valorizava a educação dos filhos, e Domingos Rebelo teve a oportunidade de fazer um percurso educativo então acessível a poucos: depois de aprender as primeiras letras com as senhoras Pereira, na rua da Arquinha, frequentou o Instituto Fischer, onde recebeu uma educação com uma forte componente católica, o que veio reforçar as crenças religiosas familiares. Tendo desde muito cedo revelado propensão para o desenho e para a pintura, ingressou na Escola de Artes e Ofícios Velho Cabral, a antecessora institucional da atual Escola Secundária Domingos Rebelo, cursando desenho.
O pintor Artur Jaime Viçoso May, diretor da Escola, reconheceu o talento artístico do aluno e incentivou a produção das suas primeiras obras. Foi graças a esse apoio que, com apenas 13 anos de idade, pela primeira vez expôs uma das suas obras, colocando um quadro seu na montra da Loja de Duarte Pereira Cardoso, sita à rua Nova da Matriz, atual rua António José de Almeida, no centro de Ponta Delgada.
A obra exposta e o apoio de Viçoso May levaram o talento de Domingos Rebelo à atenção dos condes de Albuquerque, os quais, impressionados com a qualidade da sua arte, se ofereceram para custear os estudos artísticos.
Com o apoio de Duarte de Andrade Albuquerque de Bettencourt, o 1.º conde de Albuquerque, e de Viçoso May, foram criadas condições para que pudesse prosseguir os seus estudos em Paris. Tinha 15 anos de idade quando deixou Ponta Delgada a caminho da grande metrópole europeia.
Permanece em Paris seis anos, onde frequentou a Academia Julian, como discípulo de Jean-Paul Laurens, e o curso livre da Académie de la Grande Chaumière, onde contactou com mestres como Léon Bonnat. Conviveu ainda com grandes nomes da pintura portuguesa que iam passando por Paris, como Amadeu de Sousa Cardoso, Santa Rita Pintor, Emmerico Nunes, Dórdio Gomes, Eduardo Viana, Manuel Bentes e Pedro Cruz. Foi nesse meio artístico, em que se fazia sentir a originalidade dos modernistas Paul Cézanne, Henri Matisse e Amedeo Modigliani, que Domingos Rebelo aperfeiçoou a sua formação técnica e ganhou a mundividência que demonstrou na sua obra.
Em 1911 participou na Exposição dos Livres no Salão Bobone, em Lisboa, ao lado de Eduardo Viana, Emmerico Nunes, Alberto Cardoso (1881-1942), Francisco Smith, Manuel Bentes e Francisco Álvares Cabral (1887-1947).
Casou com Maria do Carmo Berquó de Aguiar, natural de Ponta Delgada, que faleceu muito cedo, sem deixar descendentes. Voltou a casar, em 1921, com Maria Josefina de Oliveira Correia, natural de Viseu, que seria a sua companheira inseparável e de quem teve cinco filhos, um dos quais foi o arquiteto João Correia Rebelo.
Em 1913, regressou à ilha de São Miguel onde permaneceu trinta anos, deslocando-se de vez em quando a Lisboa e participando com regularidade nas exposições anuais da Sociedade Nacional de Belas-Artes, de que era sócio e de que seria mais tarde dirigente.

### A faseregionalista(1913-1942)
Apesar da sua prolongada estada em Paris e das suas variadas deslocações a Lisboa, permaneceu sempre ligado aos Açores, ligação que se acentuou depois do seu segundo matrimónio.
Fixado em Ponta Delgada, dedicou-se à docência, trabalhando na escola onde tinha estudado, ao mesmo tempo que continuou a pintar, expondo localmente mas mantendo uma importante presença em Lisboa, nos eventos patrocinados pela Sociedade Nacional de Belas-Artes, com algumas participações internacionais. 
A devoção que sentia pela sua terra natal está patente na grande maioria das suas telas deste período, nas quais retratou costumes, tradições e usos do povo açoriano, com destaque para as atividades tradicionais do mundo rural, as alfaias, os aspetos religiosos, as festividades, música e danças. Esta predominância de temas etnográficos marca decisivamente a pintura de Domingos Rebelo, a ponto de alguns críticos o apelidarem de pintor-etnógrafo.
Ao longo das décadas de 1920 e 1930 foi definindo a sua personalidade como pintor, afirmando um gosto cada vez mais insular. Foi este o período mais rico e criativo da sua vida, produzindo os seus melhores trabalhos e revelando a sua tendência regionalista. Na altura, vivia-se nos Açores, e em particular na ilha de São Miguel, uma complexa dinâmica social e política entre as tendências autonomistas, com raízes na Primeira Campanha Autonómica, e o (re)nascimento do nacionalismo português da fase final da Primeira República Portuguesa e do período conturbado da transição da Ditadura Nacional para o Estado Novo. Neste contexto, a intelectualidade açoriana sucumbe ao chamado ‘’regionalismo’’, surgido então como uma espécie de síntese, em que, sem negar a portugalidade imposta pelo crescente nacionalismo, se exaltavam valores de açorianidade. Nesta linha surgem obras como a de Gervásio Lima, de Armando Narciso (e o Primeiro Congresso Açoriano) e de Domingos Rebelo, em que repassa um quase-romantismo serôdio, exaltando os valores açorianos, representados pelos costumes ancestrais do povo açoriano, ao mesmo tempo que se tecem loas às lusas virtudes pátrias.
Uma boa definição do movimento é dada por Luís Bernardo Athayde, então diretor do Museu Carlos Machado, que em 1921 publicou um artigo em que refere que o verdadeiro artista regionalista é aquele que, através da sua arte, procura contribuir para o renascimento da sua pátria e espoletar na alma portuguesa o amor pela terra natal. O regionalismo é a valorização daquilo que é popular e único na cultura de um povo e que se mantém vivo na alma e no quotidiano ao longo dos séculos. O povo torna-se objeto de estudo e campo de análise.
O regionalismo não se fazia sentir apenas na literatura, mas invadia as outras vertentes da criação intelectual, estando patente na historiografia da época (com um culto exagerado da heroicidade açoriana ao serviço da gesta lusa), na poesia, na música e nas artes plásticas. Assistia-se a uma influência mútua, em que as diversas formas de criação convergiam numa complexa, e por vezes verdadeiramente contraditória, teia de interações.
Bem significativa deste enquadramento intelectual é a passagem de uma carta endereçada por Domingos Rebelo ao seu grande amigo Armando César Côrtes-Rodrigues, datada de 14 de dezembro de 1923, em que Domingos Rebelo afirma: creio que desta vez encontrei aquilo que desejava. Depois de tantas hesitações cheguei à conclusão de que o meu temperamento era realista e que a minha Obra tem de ser feita aqui, Regionalista, sentida com máxima justeza. Este sentimento explica a tendência popular regionalizante de grande parte da pintura de Domingos Rebelo, a qual faz parte deste conjunto indissociável de obras de todos os géneros, cuja linha comum é a procura da herança primitiva, de cariz popular, presente nas manifestações mais relevantes do povo açoriano, como as festividades do Espírito Santo e do Senhor Santo Cristo dos Milagres, bem como nas paisagens e nas cenas da vida rural, abundantemente descritas e magistralmente pintadas por Domingos Rebelo.
Neste contexto merece referência o quadro Os Emigrantes, justamente considerado o ex-libris da pintura açoriana e a obra-prima de Domingos Rebelo. Naquela composição, a viola da terra, instrumento intrinsecamente açoriano, o registo do Senhor Santo Cristo dos Milagres e as vestes e expressões dão uma imagem pungente da açorianidade vista pelos olhos do regionalismo. A obra, considerada como uma referência obrigatória no panorama regionalista, é seguramente a imagem mais vezes editada e com maior circulação de toda a iconografia açoriana, estando presente em todo o mundo graças à diáspora açoriana. Só esta obra basta para fazer de Domingos Rebelo o pintor açoriano mais conhecido e representativo.
Embora residindo nos Açores, manteve uma presença regular em certames realizados em Lisboa. Das obras apresentadas neste período, três foram adquiridas para o Museu de Arte Contemporânea, e um retrato do marechal Gomes da Costa para o Museu de Marinha.
Em 1920, com 28 anos de idade, deslocou-se ao Brasil, onde foi distinguido com a medalha de prata numa exposição efetuada no Rio de Janeiro. Alcançou também os prémios Silva Porto (com a obra Retrato de Família de 1937), Rocha Cabral e Roque Gameiro, todos galardões criados sob a égide da Sociedade Nacional de Belas-Artes.
Em 1922, realizou uma exposição individual no salão nobre do Governo Civil de Ponta Delgada, no Palácio da Conceição. 
Em 1925 ganhou a medalha da Sociedade Nacional de Belas-Artes, com um magistral retrato de Viçoso May.
Em 1937, expôs no salão de festas de O Século, com honras de visita do Presidente da República. Nessa exposição, apresentou a magnífica pintura a óleo intitulada Supremo Refúgio, uma das suas melhores composições. 
Em 1939, participou numa exposição em São Francisco, Califórnia, com artistas de 79 países. Uma das suas obras foi adquirida pela entidade organizadora.
Em 1940 foi nomeado diretor da então Escola Industrial e Comercial de Ponta Delgada (hoje Escola Secundária Domingos Rebelo), cargo que exerceu até à sua partida para Lisboa, em finais de 1942. Nesse mesmo ano, realizou no ginásio do Liceu Antero de Quental, de Ponta Delgada, a sua última exposição nos Açores.

### Pintor e mestre em Lisboa (1942-1975)
A partir de 1942 estabeleceu-se definitivamente em Lisboa, tendo como primeira grande encomenda completar a obra a fresco iniciada pelo pintor expressionista Adriano de Sousa Lopes no Palácio de São Bento, a então Assembleia Nacional, sendo da sua autoria quatro dos sete grandes painéis de temática histórico-colonial que decoram o Salão Nobre daquele palácio, hoje sede da Assembleia da República.
Como bolseiro do Instituto de Alta Cultura pôde percorrer em 1950 várias cidades italianas, visitando museus e coleções de pintura. De regresso a Lisboa, pintou os frescos da Igreja de São João de Deus, iniciando uma fase já desligada do regionalismo, durante a qual produziu centenas de quadros de temática diversificada que hoje se encontram dispersos por museus, igrejas e coleções particulares. 
Para além da sua atividade como pintor, manteve-se ligado à docência e foi diretor da Biblioteca-Museu do Ensino Primário, instalada em Benfica, Lisboa, junto da antiga Escola do Magistério Primário de Lisboa.
Foi diretor e vogal da Academia Nacional de Belas Artes entre 1947 e 1970. A partir dessa data passou a ser vogal honorário.
A 6 de dezembro de 1957, foi agraciado com o grau de Oficial da Ordem da Instrução Pública.
A sua ligação estreita aos Açores manteve-se, tendo permanecido largos períodos no arquipélago em períodos de lazer e para executar obras encomendadas por instituições públicas ou particulares, com destaque para os frescos que servem de fundo às salas de audiência dos tribunais de Angra do Heroísmo e de Ponta Delgada.
Fazem parte da obra do artista composições para tapeçarias que figuram no campus da Universidade de Coimbra, bem como miniaturas em barro de cariz etnográfico que se encontram no Museu Carlos Machado. 
Manteve sempre uma postura de mestre, acarinhando os jovens pintores açorianos em início de carreira, particularmente aqueles que se deslocavam a Lisboa.
Morreu em Lisboa no dia 11 de janeiro de 1975. Foi um homem que orientou a sua vida segundo princípios morais e religiosos muito rigorosos e através da arte procurou a verdade e a tranquilidade da sua consciência.[carece de fontes?]
A valorização do ambiente familiar do papel da família na sociedade constituía uma crença indiscutível para Domingos Rebelo, o mesmo acontecendo, como reflexo da sua educação, com o destaque dado à prática religiosa. Estes aspetos estão bem patentes na obra do pintor, como bem o exemplifica a tela Natal, datada de 1926, onde figura o próprio Domingos Rebelo e a sua esposa Maria Josefina, com um filho ao colo. Este mesmo culto da família e da religiosidade está muitas outras telas do pintor, numa obra em que a religião foi uma presença marcante.
Tendo sido aluno, professor e diretor da antiga Escola Industrial e Comercial de Ponta Delgada, foi escolhido em 1978 para patrono daquele estabelecimento, que a partir de 1 de janeiro de 1979 se denomina Escola Secundária Domingos Rebelo, uma das maiores e mais prestigiadas escolas secundárias dos Açores.[carece de fontes?] Por feliz coincidência, as atuais instalações da Escola situam-se na imediações do Papa-Terra, o bairro de Ponta Delgada onde o pintor viveu e trabalhou.